# Педро Линарес

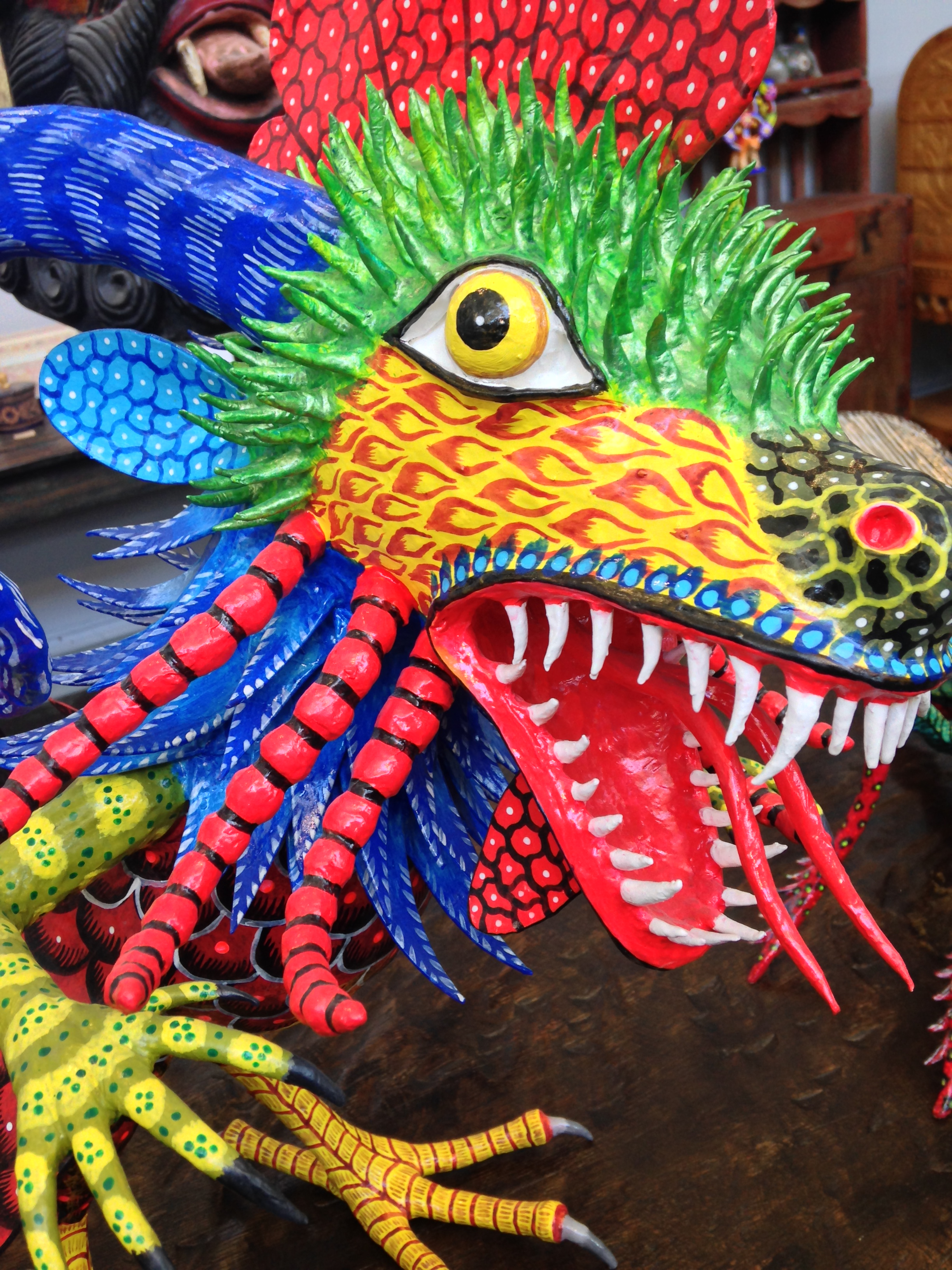
скульптура Педро Линареса

Педро Линарес Лопез (исп. Pedro Linares Lopez) — мексиканский художник, специализировавшийся на изготовлении из папье-маше пиньят, Иуд для сжигания и карнавальных масок.
В 1936 году Педро заболел лихорадкой, его преследовали галлюцинации — облака, скалы и леса, заселённые причудливыми животными с рогами, хвостами, крыльями и клыками; голоса кричали: «алебрихе!». Когда он пришёл в себя, он стал делать фигуры этих зверей. Владелец одной из галерей заметил эти работы и привлёк внимание к ним Диего Риверы и Фриды Кало, которые стали оплачивать Педро работу по производству новых алебрихе. В 1975 году вышел документальный фильм о Линаресе, и алебрихе стали популярны; за два года до смерти, в 1990 году, Педро получил Национальную научную и художественную премию в категории Популярное и традиционное искусство (Mexico’s National Arts and Sciences Award in Popular Arts and Traditions Category). Его работы вдохновили и других художников.  Алебрихе, сделанные для Риверы и Кало, демонстрируются в Anahuacalli Museum.